# Amatilda
Amaltilda fou una suposada merovíngia que seria filla de Khilderic II, rei d'Austràsia i de Biliquilda, neboda de sant Nivard, bisbe de Reims, i casada amb sant Rieul, duc de Xampanya i futur bisbe de Reims (meitat del segle VII).
És almenys el que conta al segle x Flodoard, en la Història de l'església de Reims. Flodoard va interpolar probablement la Vita Nivardi que diu simplement que un rei franc de nom Khilderic tenia una filla casada amb el comte Reol i era neboda de sant Nivard. intenta identificar aquest rei Khilderic al rei Khilderic II d'Austràsae, però xoca amb diversos problemes cronològics i genealògics:
- Segons la Vita, sant Nivard hauria estat educat a la cort d'aquest rei, ara bé la seva educació és per força anterior a 655, data del començament del seu episcopat, mentre que Khilderic II no regna més que a partir de 662.
- L'esposa de Khilperic II era una filla del rei Sigebert III, el que implica que Nivard era un merovingi, bé com a fill de Sigebert III o bé com a fill de Clodoveu II, el que és desmentit pel silenci de les fonts.

Gabriel Tikka identifica aquest Khilderic a un merovingi d'altra banda desconegut Khilperic, rei de Tolosa, fill de Caribert II. Una altra possibilitat és de veure-hi la conseqüència d'una tradició que tendeix a amalgamar sants i santes en famílies reials.